# Dumping
Il dumping ("scaricare") è un anglicismo, utilizzato nel settore dell'economia, che definisce la politica commerciale predatoria consistente nella procedura di vendita di un bene o servizio su di un mercato estero a un prezzo inferiore rispetto a quello di vendita o produzione del medesimo prodotto sul mercato di origine al fine di conquistare un nuovo mercato. 
Per dumping fiscale si intende il ribasso di aliquote e pressione fiscale da parte di uno stato per attrarre contribuenti ed investitori da altre parti del mondo per trarne guadagni sul fronte delle imposte dirette e sui loro consumi in loco. Per alcuni la concorrenza fiscale va a vantaggio di imprese e contribuenti che possono scegliere dove farsi tassare; altri ritengono il fenomeno, oltre certi livelli, distorsivo della concorrenza e un freno alla ridistribuzione dei redditi da parte dello Stato.
Per dumping sociale si intende il ribasso dei prezzi mediante l'utilizzo di manodopera a costi inferiori e senza tutele sociali.
Per dumping ambientale è intesa la produzione o l'esportazione di materiali in Paesi senza o con pochi vincoli di carattere ambientale.

## Presupposti
Dal momento che pratiche di dumping postulano l'esistenza di due mercati (uno di esportazione e uno di importazione) la disciplina antidumping in ambito comunitario (originariamente prevista a norma dell'articolo 91 del Trattato di Roma), ha avuto possibile applicazione solo fino alla conclusione del periodo transitorio di integrazione comunitaria (conclusosi il 31 dicembre 1969): in un "mercato comune" realizzato il principio della libera circolazione delle merci esclude, almeno teoricamente, l'ipotesi di vendite a prezzi diversi da uno stato ad un altro (l'articolo 91 è stato abrogato con il Trattato di Amsterdam ed eventuali vendite a prezzi diversi nei paesi della comunità sono state sanzionate in base alle norme sulla concorrenza contenute nei trattati).
Da sottolineare inoltre che, in quanto distorsivi della concorrenza sul mercato, i problemi relativi al dumping sono strettamente correlati a quelli relativi alle sovvenzioni accordate alle imprese nazionali da parte degli Stati.

## Disciplina legislativa internazionale
Le vendite in dumping sono state disciplinate dalle norme internazionali antidumping (chiamate anche leggi di reciprocità commerciale) che sono state incluse progressivamente nell'ambito del General Agreement on Tariffs and Trade (GATT 1947) e che pertanto oggi sono previste dall'Organizzazione Mondiale del Commercio (WTO, 1995). Tali norme sono altresì contemplate dal diritto comunitario a tutela della libera concorrenza in quanto capaci di determinare gravi distorsioni sul mercato di importazione e di attribuire un vantaggio di base all'impresa importatrice nei confronti degli altri soggetti (produttori o esportatori) che operano nel mercato di importazione per lo stesso bene o servizio.

## Dumping nel mondo
Tra i principali paesi europei ad avere ricorso, in tempi recenti, al dumping fiscale, compaiono la Germania, l'Irlanda. In particolar modo la Francia sta attuando provvedimenti contro il dumping di Amazon, nella vendita dei libri.

### Stati Uniti d'America
In alcuni Stati, come ad esempio negli Stati Uniti d'America, le aziende nazionali possono aprire delle procedure antidumping (negli USA in base alle norme del Department of Commerce e della International Trade Commission) che consistono, in ogni caso, in cause costose e di difficile previsione (gli stati determinano, nell'ambito delle diverse normative nazionali, se i prezzi delle industrie straniere siano al di sotto dei costi di produzione o se tali prezzi mettano in pericolo le imprese nazionali). Essendo inoltre di difficile determinazione il costo della produzione delle imprese straniere da parte delle corti nazionali, il processo di accertamento della sussistenza di pratiche di dumping può essere assai lungo e controverso). 
Joseph Stiglitz sottolinea come i dazi antidumping siano usati come barriera commerciale non tariffaria e che l'apertura di una procedura antidumping sia spesso effettuata in funzione della esclusiva volontà di ostacolare potenziali concorrenti stranieri.